# Пйотрувка (Великопольське воєводство)
Пйотрувка (пол. Piotrówka) — село в Польщі, у гміні Тшциниця Кемпінського повіту Великопольського воєводства.
Населення — 367 осіб (2011).
У 1975-1998 роках село належало до Каліського воєводства.

## Демографія
Демографічна структура станом на 31 березня 2011 року:
|          | Загалом | Допрацездатний вік | Працездатний вік | Постпрацездатний вік |
| -------- | ------- | ------------------ | ---------------- | -------------------- |
| Чоловіки | 192     | 46                 | 126              | 20                   |
| Жінки    | 175     | 29                 | 104              | 42                   |
| Разом    | 367     | 75                 | 230              | 62                   |